# Liste des ambassadeurs de Chine en Suisse
A la fondation de la république populaire de Chine en octobre 1949, le Conseil fédéral suisse décide de reconnaître la république populaire de Chine comme représentante légitime de la nation chinoise et de mettre un terme à ses relations diplomatiques avec la république de Chine.
| Nom                  | Nomination        | Entrée en fonction | lettre de créance | Révocation  | Démission      |
| -------------------- | ----------------- | ------------------ | ----------------- | ----------- | -------------- |
| Feng Xuan 馮鉉       | 18 septembre 1950 | 2 décembre 1950    | 8 décembre 1950   |             | février 1956   |
| Feng Xuan 馮鉉       | juin 1956         |                    |                   |             | avril 1959     |
| Li Qingquan 李清泉   | avril 1959        |                    |                   |             | décembre 1965  |
| Zheng Weizhi 鄭為之  | août 1966         |                    |                   |             | octobre 1969   |
| Chen Chifang 陳志方  | décembre 1970     |                    |                   |             | août 1975      |
| Li Yunchuan 李雲川   | août 1976         |                    |                   |             | juillet 1982   |
| Tian Jin 田進        | février 1984      |                    |                   |             | mai 1987       |
| Cai Fangbo 蔡方柏    | août 1987         |                    |                   |             | août 1990      |
| Ding Yuanhong 丁原洪 | octobre 1990      |                    |                   |             | août 1992      |
| Xin Futan 辛福坦     | octobre 1992      |                    |                   |             | janvier 1996   |
| Zhou Zihhong 周子忠  | mars 1996         |                    |                   |             | juillet 2000   |
| Wu Chuanfu 吳傳福    | juillet 2000      |                    |                   |             | janvier 2004   |
| Zhu Bangzao 朱邦造   | mars 2004         |                    |                   |             | mars 2008      |
| Dong Jinyi 董津義    | avril 2008        |                    |                   |             | août 2010      |
| Wu Ken 吳懇          | septembre 2010    |                    |                   |             | 2 juillet 2013 |
| Xu Jinghu 許鏡湖     | février 2013      |                    |                   |             | mars 2016      |
| Geng Wenbing 耿文兵  | mars 2016         |                    |                   | en fonction |                |